# Cliff Davies (batterista)
Cliff Davies (1948 – 13 aprile 2008) è stato un batterista e produttore discografico statunitense.

È particolarmente conosciuto per la sua collaborazione con Ted Nugent.

## Discografia

### Album in studio
- 1975 - Ted Nugent
- 1976 - Free-for-All
- 1977 - Cat Scratch Fever
- 1978 - Weekend Warriors
- 1979 - State of Shock
- 1980 - Scream Dream

### Live
- 1978 - Double Live Gonzo!
- 1982 - Intensities in 10 cities